# Bengt Gustavsson
Bengt Gustavsson (ur. 13 stycznia 1928 w Ringarum, zm. 16 lutego 2017 w Norrköping) – szwedzki piłkarz, obrońca. Srebrny medalista MŚ 1958. Obdarzany przydomkiem Julle.
W ojczyźnie grał w IFK Norrköping. W 1953 otrzymał nagrodę Guldbollen dla najlepszego szwedzkiego piłkarza. W 1956 został zawodnikiem włoskiej Atalanty BC, w klubie tym występował do 1961 (4 sezony w Serie A). Po powrocie do Szwecji grał w Åtvidabergs FF.
W reprezentacji Szwecji w latach 1951–1963 zagrał 57 razy. Podczas MŚ 58 zagrał we wszystkich meczach Szwedów w turnieju. W 1952 znalazł się wśród brązowych medalistów w igrzysk w Helsinkach.